# Perissolestes magdalenae
Perissolestes magdalenae is een libellensoort uit de familie van de schaduwpantserjuffers (Perilestidae), onderorde juffers (Zygoptera).
De wetenschappelijke naam van de soort is voor het eerst geldig gepubliceerd in 1924 door Williamson & Williamson.